# Ministerio Público de Brasil
El Ministerio Público de Brasil (MP) es una institución permanente, esencial a la función jurisdiccional del Estado brasileño, que tiene como incumbencia la defensa del orden jurídico, del régimen democrático y de los intereses sociales e individuales indisponibles (art.127, CF/88).

## Antecedentes históricos
Hay controversias al determinarse el exacto surgimiento de la institución Ministerio Público en la historia humana. Algunos autores remontan a Egipto Antiguo, en la figura del Magiaí, que era un operario del rey y de entre sus varias funciones estaba a de aplicar castigos a rebeldes, proteger ciudadanos pacíficos, dar asistencia la huérfanos y viudas entre otras. Otros estudiosos citan diversos funcionarios en Roma antigua. Sin embargo, la teoría más acepta es la del surgimiento en Francia, en el siglo XIV, en la ordenação de 25 de marzo de 1302, del reinado de Felipe IV (Felipe, el Bello), en la cual los llamados procuradores del rey “deberían prestar el mismo juramento del juicio con fin de patrocinar las causas del rey”. Sin embargo fue durante el gobierno de Napoleón que el Ministerio tomó forma de Institución.

## Institución

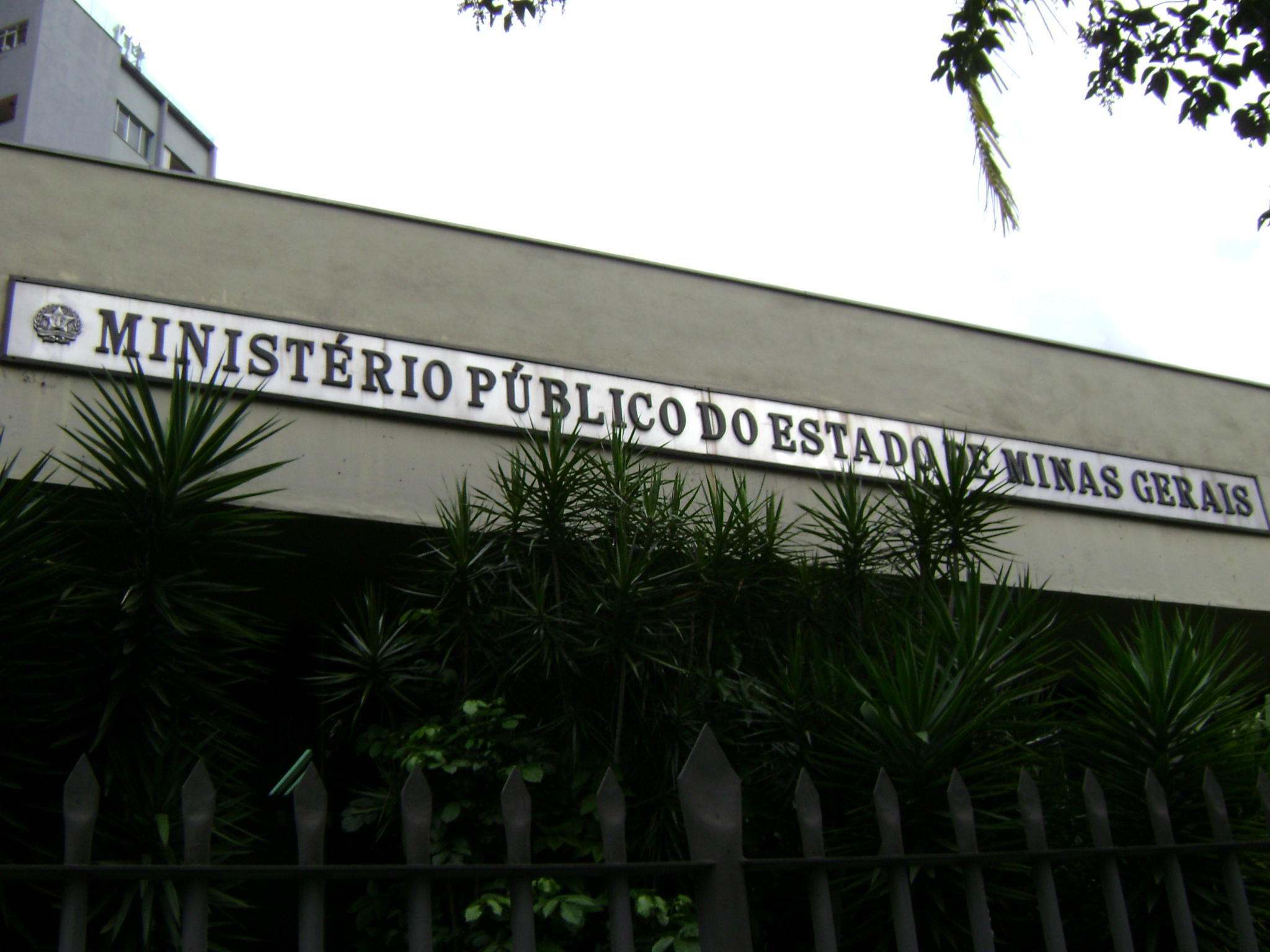
Ministerio Público del Estado de Minas Gerais, en Belo Horizonte.

El Ministerio Público brasileño está compuesto por el Ministerio Público de la Unión y los ministerio públicos de los estados.

### Ministerio Público de la Unión
Conformado por:
- Ministerio Público Federal;
- Ministerio Público del Trabajo;
- Ministerio Público Militar;
- Ministerio Público del Distrito Federal y de los Territorios;

### Ministerio Público Estadual

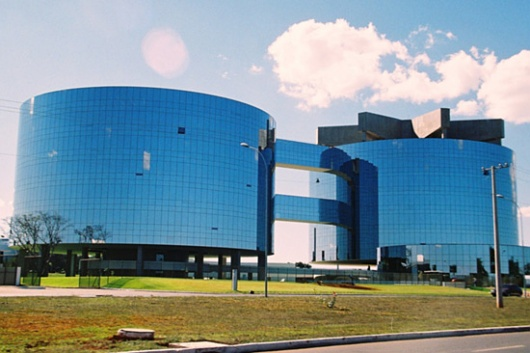
Ministerio Público de la Unión (Procuraduría-General de la República), en Brasilia

El Ministerio Público de los Estados cuenta con los siguientes órganos de la Administración Superior:
- Procuraduría General de Justicia
- Colegio de Fiscales;
- Consejo Superior del Ministerio Público;
- Contraloría General del Estado.

También cuenta con los siguientes órganos ejecutivos:
- Procurador General de Justicia;
- Procuradores de Justicia
- Promotores de Justicia

En el plan infraconstitucional, la Institución se encuentra reglamentada por las Leyes Ordinaria n.º 8.625/1993 (Ley Orgánica Nacional del Ministerio Público), Ley Complementaria n.º 75/1993 (Ley Orgánica del Ministerio Público de la Unión) y, en el ámbito provincial, por sus respectivas Leyes Orgánicas, en faz de la repartição de cualificaciones legislativas definida por la Constitución de la República (artículos 24, §3º, y 128, § 5º).
Son principios institucionales del Ministerio Público la unidad, la indivisibilidad y la independencia funcional.
Según el art. 129 de la Constitución Federal son funciones institucionales del Ministerio Público:
- promover, privadamente, la acción penal pública;
- celar por el efectivo respeto de los Poderes Públicos y de los servicios de relevancia pública a los derechos asegurados en la Constitución, promoviendo las medidas necesarias su garantía;
- promover el interrogatorio civil y la acción civil pública, para la protección del patrimonio público y social, del medio ambiente y de otros intereses difusos y colectivos;
- promover la acción de inconstitucionalidad o representación para fines de intervención de la Unión y de los Estados, en los casos previstos en esta Constitución;
- defender judicialmente los derechos e intereses de las poblaciones indígenas;
- expedir notificaciones en los procedimientos administrativos de su cualificación, requisitando informaciones y documentos para instruirlos;
- ejercer el control externo de la actividad policial.
- requisitar diligencias investigatórias y la instauração de interrogatorio policial, indicados los fundamentos jurídicos de sus manifestaciones procesales;
- ejercer otras funciones que le sean conferidas, desde que compatibles con su finalidad, siéndole vedada la representación judicial y la consultoría jurídica de entidades públicas.

Constitucionalmente, el Ministerio Público ha asegurada autonomía funcional y administrativa, pudiendo, observado el dispuesto en el art. 169, proponer, al Poder Legislativo, la creación y la extinción de sus cargos y servicios auxiliares, proveyéndolos por concurso público de pruebas o de pruebas y títulos, la política remuneratoria, los planes de carrera, así como su propuesta presupuestaria dentro de los límites establecidos en la ley de directrices presupuestarias.
La autoridad de los Ministerios Públicos de los Estados es ejercida por el procurador general de Justicia. Los integrantes de la carrera elaboran una lista tríplice, en la forma de la Ley Orgánica respectiva, la cual es sometida al gobernador del Estado. Lo escogido asume un mandato de dos años, permitida una recondução.
Sus miembros gozan de las siguientes garantías:
- a) vitaliciedade, después de dos años de ejercicio, no pudiendo perder el cargo sino por sentencia judicial transitada en juzgado;
- b) inamovibilidade, salvo con ocasión de interés público, mediante decisión del órgano colegiado competente del Ministerio Público, por el voto de la mayoría absoluta de sus miembros, asegurada amplia defensa;
- c) irredutibilidade de subsidio, salvo los casos previstos en Ley.

Y están sujetos las siguientes vedações:
- a) recibir, a cualquier título y bajo cualquier pretexto, honorários, porcentajes o cuestas procesales;
- b) ejercer la abogacía;
- c) participar de sociedad comercial;
- d) ejercer, aunque en disponibilidad, cualquier otra función pública, salvo una de magistério;
- y) ejercer actividad político-partidaria;
- f) recibir, a cualquier título o pretexto, auxilios o contribuciones de personas físicas, entidades públicas o privadas, ressalvadas las excepciones previstas en ley.

El ingreso en la carrera del Ministerio Público se da mediante concurso público de pruebas y títulos, asegurada la participación de la Orden de los Abogados de Brasil en su realización, exigiéndose del bacharel en derecho, como mínimo, tres años de actividad jurídica y observándose, en los nombramientos, la orden de clasificación.
Las Fiscalías de Justicia son órganos de administración del MP, con por lo menos un cargo de fiscal de justicia. Ellas pueden ser judiciales o extrajudiciales, generales, cumulativas o especiales, que tratan exclusivamente de asuntos específicos, como los derechos de la defensa del niño y del adolescente, del medio ambiente, patrimonio público y otros.
Los fiscales y procuradores deben ser bacharéis en derecho, con como mínimo 3 años de práctica jurídica. El ingreso en el MP es hecho por concurso público de pruebas y títulos. El fiscal actúa en el primer grado de jurisdicción (varas cíveis, criminales y otras), mientras el procurador actúa en el segundo grado (tribunales y cámaras cíveis y criminales).
En el Ministerio Público Federal y en el Ministerio Público del Trabajo los miembros que actúan en el primer grado de jurisdicción son también denominados Procuradores: procuradores de la República y procuradores del Trabajo, respectivamente. Al actúen en el segundo grado de jurisdicción, los miembros pasan a llamarse procuradores regionales. Tras procurador regional, los miembros aún pueden ser promovidos al cargo de sub procurador general, caso en que son designados para actuar junto a los tribunales superiores.

### Ministerio Público Provincial

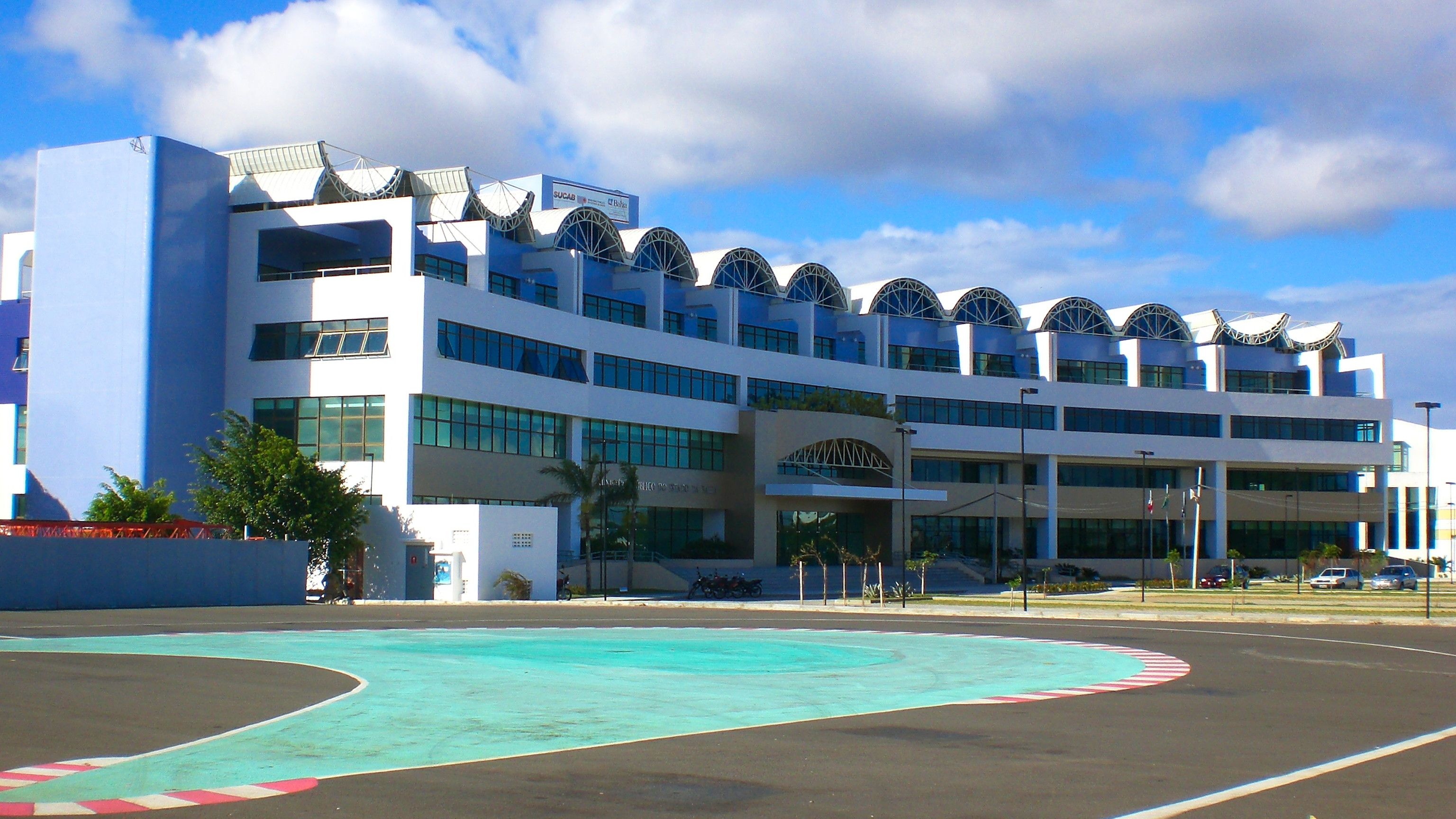
Ministerio Público del Estado de Bahía, en Salvador.

El Ministerio Público de los Estados tiene los siguientes órganos de Administración Superior:
- a) Procuraduría General de Justicia;
- b) Colegio de Procuradores de Justicia;
- c) Consejo Superior del Ministerio Público;
- d) Corregedoria General del Ministerio Público.

Cuenta, aún, con los siguientes órganos de Ejecución:
- a) Procurador general de Justicia;
- b) Consejo Superior del Ministerio Público;
- c) Procuradores de Justicia;
- d) Fiscales de Justicia.

### Ministerio Público de la Unión
El Ministerio Público de la Unión - formado por el Ministerio Público Federal, Ministerio Público del Trabajo, Ministerio Público Militar y Ministerio Público del Distrito Federal y de los Territorios - es chefiado por el procurador general de la República, escogido y nombrado por el presidente de la República, después de la aprobación de su nombre por la mayoría absoluta de los miembros de Senado Federal.
Desde la fundación del Ministerio Público de la Unión, estos fueron los ocupantes del cargo de ministro de la Procuraduría General de la República:
| N.º | Nombre                                   | Inicio                   | Fin                  | Presidente nomeante       |
| --- | ---------------------------------------- | ------------------------ | -------------------- | ------------------------- |
| 1   | Geraldo Brindeiro                        | 28 de junio de 1995      | 28 de junio de 2003  | Fernando Henrique Cardoso |
| 2   | Cláudio Leímos Fonteles                  | 30 de junio de 2003      | 29 de junio de 2005  | Luiz Inácio Lula de Silva |
| 3   | Antonio Fernando Barros y Silva de Souza | 30 de junio de 2005      | 28 de junio de 2009  | Luiz Inácio Lula de Silva |
| 4   | Roberto Monteiro Gurgel Santos           | 22 de julio de 2009      | 15 de agosto de 2013 | Luiz Inácio Lula de Silva |
| 4   | Rodrigo Janot                            | 17 de septiembre de 2013 | En ejercicio         | Dilma Roussef             |

### Consejo Nacional del Ministerio Público
A partir de la Enmienda Constitucional n.º 45, fue constituido el Consejo Nacional del Ministerio Público, formado por el procurador general de la República; cuatro miembros del Ministerio Público de la Unión; tres miembros del Ministerio Público de los Estados; dos jueces, indicados uno por el Supremo Tribunal Federal y otro por el Superior Tribunal de Justicia; dos abogados, indicados por el Consejo Federal de la Orden de los Abogados de Brasil; dos ciudadanos de notable saber jurídico y reputación ilibada, indicados uno por la Cámara de los Diputados y otro por Senado Federal.

## Actuación en el proceso civil
El actual Código de Proceso Civil de 1973 concentró en dos, al contrario del Código de 1939 que identificaba cinco, las funciones típicas del Ministerio Público, cuáles sean, en consonancia con los arts. 81 y 82: órgano agente y órgano interveniente.
El artículo 127 de la Constitución Federal de 1988 establece los parámetros de la actuación del Parquet, tanto en el ámbito judicial como extrajudicial, siempre balizada en virtud de los intereses sociales o individuales indisponibles.
Como órgano agente, el Parquet actúa proponiendo la acción, cabiéndole los mismos poderes y cargas que a las partes, aunque, por su especial condición y por la relevancia de los intereses que presenta, sedle conferidas algunas prerrogativas, tales como la intimação personal en cualquiera si (art. 236, §2º, CPC) y la ampliación de ciertos plazos (art. 188, CPC).
Ya como órgano interveniente, preconizan los arts. 82 y 83 del CPC que el Ministerio Público intervendrá, como fiscal de la ley, en las causas en que manifestarse el interés público, aquello, que, en las palabras de Alessi, “transcendendo el carácter individual y no confundiéndose tampoco con los intereses de la Administración Pública en sí misma, asume dimensión colectiva, general en su repercusión, envolviendo sociedad y Estado a un sólo tiempo”. Actuará de tal manera en el transcurso de la calidad especial asumida por una de las partes, o en el transcurso de la naturaleza de la lide. Para tanto, el MP emite parezcas en procesos judiciales y participa de sesiones de juicio en el ámbito de la Justicia. Por eso, múltiples son los casos de intervención previstos tanto en el CPC – causas en que hay intereses de incapaces; causas concernentes al estado de la persona, pátrio poder, tutela, curatela, interdição, boda, declaración de ausencia y disposiciones de última gana; acciones que envuelvan litígios colectivos por la posesión de la tierra rural y en las demás causas en que hay interés público evidenciado por la naturaleza de la lide o calidad de la parte – cuánto en la legislación esparsa, como en los casos de mandado de seguridad, accidente del trabajo, registros públicos, acción popular, etc.
Su posición es sólo a de verificar, con base en la legislación, si el pedido hecho al juez merece o no ser atendido. La relación procesal es tríada: juez en una punta, autor y reo en las otras dos. En la función de costes , el MP funciona como el mirar de la sociedad sobre esa relación, para garantía, inclusive, de la imparcialidad del julgador. Lo que caracteriza la figura del costes legis es una circunstancia completamente ajena al derecho procesal: él no es vinculado a ninguno de los intereses de la causa.
Mientras autores como Dinamarco sostienen que conserva el Ministerio Público la calidad de parte en cualquiera de las modalidades de su actuación procesal, no faltan, por otro lado, aquellos que niegan dicha condición cuando órgano interveniente. Toda esa controversia es comprensible a medida que la propia noción de parte es objeto de acerbas disputas en torno a su preciso significado. Admitiéndose como parte aquel que recurre a todos los medios previstos en ley para hacer valer el interés de que es titular, el Ministerio Público es sí parte en el proceso, cualquiera que sea la modalidad de su intervención, pues vinculado a la defensa de interés específico y no coincidente, de modo inmediato, con los intereses particulares en litígio.

## Actuación en la defensa de los derechos humanos y del ciudadano
La Constitución de 1988, confirió al Ministerio Público, en su art. 129 II, la función de "celar por el efectivo respeto de los poderes públicos y de los servicios de relevancia pública a los derechos asegurados en esta Constitución, promoviendo las medidas necesarias su garantía".
En el ámbito Federal esta función es ejercida en el Ministerio Público Federal por la Procuraduría Federal de los Derechos del Ciudadano (PFDC), la cual ejerce función similar a de Ombudsman en otros países. Y en los estados a las Procuradurías Regionales de los Derechos del Ciudadano.
A La Procuraduría Federal de los Derechos del Ciudadano cabe dialogar e interaccionar con órganos de Estado, organismos nacionales e internacionales y representantes de la sociedad civil, persuadiendo los poderes públicos para la protección y defensa de los derechos individuales indisponibles, colectivos y difusos – tales como dignidad, libertad, igualdad, salud, educación, asistencia social, accesibilidad, acceso a la justicia, derecho a la información y libre expresión, reforma agraria, vivienda adecuada, no discriminación, alimentación adecuada, de entre otros.
La despeito del anteproyecto de Constitución de la Comisión Affonso Arinos, que previó un Defensor del Pueblo apartado del Ministerio Público, la Constitución promulgada en 1988 delegou las funciones de defensor del pueblo al Ministerio Público.